# Dyskinésie tardive
 Mise en garde médicale
La dyskinésie tardive (du grec dus = « mauvais » et kinesis = « mouvement ») est un effet indésirable induit par les traitements neuroleptiques ou chez les enfants, comme effet secondaire de médicaments contre les troubles gastrointestinaux. C'est un effet indésirable de type extrapyramidal.
Il existe deux catégories de mouvements anormaux induits par les neuroleptiques, les dyskinésies précoces (au début du traitement) et les dyskinésies tardives.
Le plus souvent, celles-ci sont bucco-faciales et se présentent sous la forme de mouvements choréoathétosiques (plutôt les cas tardifs), de mâchonnements et de protrusion de la langue répétitifs et incontrôlables (plutôt les cas précoces) (voir syndrome du lapin). Plus rarement, ces mouvements intéressent d'autres groupes musculaires.
Ces dyskinésies génèrent un phénomène social de rejet de la personne atteinte en plus de celui causé par la maladie initiale, et peut conduire des patients à s'isoler voire chez certaines personnes, conduire au suicide de par l'exclusion qui en résulte ou de la dégradation irréversible de l'image de soi (dysmorphophobie).

## Causes
Les médicaments antipsychotiques (neuroleptiques) atypiques (ou de 2e génération) présenteraient un risque de dyskinésie tardive presque aussi important que les antipsychotiques conventionnels (ou de 1re génération), selon une étude publiée dans le Journal of Clinical Psychiatry.
Le lien entre dyskinésie tardive et psychose d'hypersensibilité au sevrage a été montré par une étude publiée en 1994 dans la revue Neuropsychopharmacology.
Le vieillissement est un facteur de risque majeur pour la DT. Une étude prospective parue dans Schizophrenia Bulletin suggère que l'incidence annuelle chez les patients âgés de plus de 45 ans est supérieure à 30 %. Parmi les autres facteurs de risque probables, le sexe féminin, les troubles de l'humeur, les dysfonctionnements ou lésions cérébrales considérées comme organiques, le diabète sucré et les effets secondaires extrapyramidaux précoces. Le métoclopramide, un inhibiteur des récepteurs D2 couramment utilisé chez les patients médicaux non psychiatriques, peut également produire une dyskinésie tardive persistante.

## Mécanisme
Sur le plan neurobiochimique, il semble s'agir d'une activation des récepteurs dopaminergiques D2 des voies intracérébrales dites nigro-striées, voies qui interviennent dans la régulation du mouvement. 
Les études existantes indiquent que l'hypersensibilité des récepteurs D2 induite par les neuroleptiques dans la voie nigrostriatale joue un rôle primordial dans le développement de la dyskinésie tardive.
Une autre théorie est que la dégénérescence des neurones générateurs de GABA joue un rôle important dans la dyskinésie tardive. Plusieurs études impliquant des modèles animaux de dyskinésie tardive ont montré que l'administration à long terme de neuroleptiques entraîne une diminution de l'activité du GB (une enzyme limitant la vitesse de production du GABA) dans le noyau subthalamique, le globus pallidus et la substantia nigra. Bien que ces résultats concordent avec l'hypothèse selon laquelle la dégénérescence de la voie nigrostriatale GABAergique conduit à une dyskinésie tardive, il se peut que les résultats ne soient pas généralisables à l'homme. Bien que les agonistes GABA aient réussi à prévenir et à traiter la dyskinésie tardive chez le rat, ils ne se sont pas avérés systématiquement efficaces chez l'homme.

## Prévention
La prévention de la dyskinésie tardive est obtenue en utilisant la dose efficace la plus faible d'un neuroleptique pendant la période la plus courte. Toutefois, dans le cas de maladies de psychose chronique comme la schizophrénie, cette stratégie doit être mise en balance avec le fait que des doses accrues de neuroleptiques sont plus bénéfiques pour prévenir la récurrence de la psychose. Si une dyskinésie tardive est diagnostiquée, le médicament responsable doit être arrêté. La dyskinésie tardive peut persister après le retrait du médicament pendant des mois, des années ou même de façon permanente,.
Des études ont testé l'utilisation de mélatonine, de doses élevées de vitamines et de différents antioxydants en parallèle avec des médicaments antipsychotiques (souvent utilisés pour traiter la schizophrénie) comme moyens de prévenir et de traiter la dyskinésie tardive. Des preuves provisoires soutiennent l'utilisation de vitamine E pour la prévention.

### Traitement correcteur
Les antiparkinsoniens anticholinergiques (tropatépine) aggraveraient les dyskinésies tardives. 
Il n'existe pas véritablement de traitement médicamenteux pour prévenir ou limiter cet effet,[source insuffisante]. Une amélioration temporaire est observée en augmentant la dose de neuroleptiques. Il n'est cependant pas conseillé de le faire, et une prophylaxie par doses minimales est préférée.[réf. nécessaire]
L’American Journal of Psychiatry publie, en ligne le 21 mars 2017, les résultats d’un essai thérapeutique, phase 3, de la valbénazine dans le traitement des dyskénésies tardives induites par les neuroleptiques ou antipsychotiques. La valbénazine, à la dose de 80 mg par jour, a réduit l’importance des dyskinésies, attribuées à une hypersensibilité de certains récepteurs de la dopamine. La valbénazine, en inhibant le transporteur de type 2 de monoamines, appelé VMAT2, Vesicular Monoamine transporter 2, entraîne une déplétion du cerveau en monoamines, dont la dopamine. https://www.pharmacorama.com/2017/03/valbenazine-dyskinesies-tardives/
Épidémiologie
La dyskinésie tardive est également un effet secondaire des antipsychotiques de seconde génération, appelés antipsychotiques atypiques ,. Une méta-analyse réalisée en 2018 a trouvé des différences de prévalence dans les études portant sur la dyskinésie tardive chez les patients traités par antipsychotiques de seconde génération, avec une prévalence moyenne de 20 %.
La proportion dans le cas où l'antipsychotique est utilisé comme adjuvant à un antidépresseur semble tourner autour de 0.5% sur une étude de 1 000 personnes et de maximum un an.